# Herenije Etruščanin
Quintus Herennius Etruscus Messius Decius (227. – kod Abrittusa, 251.), rimski car
U svojoj zadnjoj godini života rimski car suvladar sa svojim ocem Decijem, budući car Hostilijan njegov je mlađi brat.

### Ostali projekti
|  | Zajednički poslužitelj ima stranicu o temi Herenije Etruščanin |